# Ballabo och Kyrkeby
Ballabo och Kyrkeby var en av SCB avgränsad och namnsatt småort i Lilla Edets kommun i Västra Götalands län, belägen cirka 7 km söder om Lilla Edet. Den omfattade bebyggelse i de två sammanväxta orterna, Ballabo och Kyrkeby, i Västerlanda distrikt. från 2023 ingår området i tätorten Västerlanda